# Лапніані
Лапніані (груз. ლაფნიანი) — село в Грузії.
За даними перепису населення 2014 року в селі проживає 118 осіб.